# 沙夫特 (馬里蘭州)
沙夫特（英語：Shaft）是位於美國馬里蘭州亞利加尼縣的一個普查規定居民點。

## 人口
根據2020年美國人口普查的數據，沙夫特的面積為2.06平方千米，當中陸地面積為2.04平方千米，而水域面積為0.02平方千米。當地共有人口208人，而人口密度為每平方千米100.97人。